# 대한민국 형사소송법 제279조의6
대한민국 형사소송법 제279조의6는 수명법관 등의 권한에 대한 형사소송법의 조문이다.

## 조문
제279조의6(수명법관 등의 권한)수명법관 또는 수탁판사가 소송절차를 진행하는 경우에는 제279조의2제2항부터 제4항까지의 규정에 따른 법원 및 재판장의 직무는 그 수명법관이나 수탁판사가 행한다.
[본조신설 2007.12.21.]

## 참고 문헌
- 손동권 신이철, 새로운 형사소송법(초판, 2013), 세창, 2013. ISBN 9788984114081